# Antropologia
L'antropologia és la disciplina que estudia l'ésser humà de manera holística. Combina en una sola disciplina els enfocaments de les ciències naturals i de les ciències socials i humanes, així com amb la filosofia.
Estudia l'origen i desenvolupament de tota la gamma de la variabilitat humana i els comportaments socials al llarg del temps i l'espai, és a dir, del procés biosocial de l'existència de l'espècie humana. L'antropologia té com a objecte d'estudi tots els éssers humans i totes les dimensions de la humanitat. Altres disciplines associades a l'antropologia són la lingüística i l'arqueologia. La paraula prové del grec άνθρωπος, ánthropos, 'ésser humà', i el sufix -logia derivat de λόγος, lógos, 'doctrina, coneixement'.
Hi ha dues grans branques d'esta ciència. La primera és l'antropologia cultural o social, que estudia els humans com a éssers culturals. Té per objecte d'estudi els éssers humans com a col·lectiu que viuen en societat i, per tant, són productors de cultura i, alhora, productes d'esta, que es definix com la capacitat de concebre el món de manera simbòlica, d'aprendre i de transmetre símbols o conceptes a altres humans, i de transformar el món i els humans mateixos, utilitzant estos símbols. Concretament, l'antropologia cultural s'encavalca amb l'etnologia, la diferència amb la qual deriva, en bona part, de l'epistemologia anglosaxona; mentre que l'antropologia social ve a ser una branca de la sociologia.
La segona gran branca és l'antropologia física o biològica, que estudia l'ésser humà en tant que ésser biològic, així com la variabilitat dels grups humans al llarg de la història, independentment de la cultura. Una tercera branca, l'antropologia criminal, hui es considera una pseudociència cancel·lada.

## Significat i definicions històriques

### Etimologia

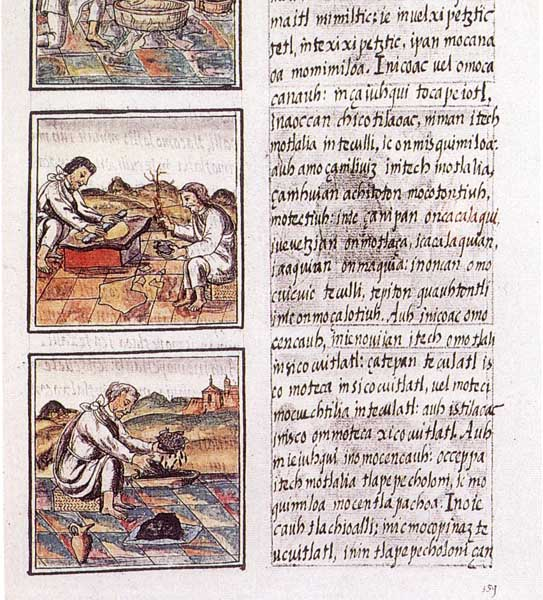
Fruit de la meticulosa investigació de Bernard de Sahagun, es presenta un foli escrit en nàhuatl del Còdex Florentí. És considerat l'antecessor de l'etnografia

No contrastant que Aristòtil crea l'adjectiu anthropologos, ho va fer en un sentit molt genèric, amb què no pretenia generar un coneixement positiu. El terme antropologia pareix haver estat emprat per primera volta, en un sentit proper a l'etimològic, pel filòsof, metge i teòleg Magnus Hundt (1449-1519) en Antropologium de hominis dignitate, natura et proprietatibus, de elementis, partibus et membris humani corporis (Leipzig, 1501).
Els termes antropologia i etnologia adquirixen sentit al segle xviii i històricament els dos mots han estat designats com a conceptes diferents, però vinculats. L'antropologia era una ciència de la natura i l'etnologia era una classificació cultural que finix per designar "l'anàlisi comparada de les mentalitats i les institucions de les societats tradicionals". Segons Marcel Mauss, es pot distingir dins l'ofici d'antropòleg una fase etnogràfica, que observa i recull els fets, una fase etnològica, que els analitza i una fase antropològica, que compara, sintetitza i teoritza. Però per alguns antropòlegs contemporanis, este esquema no s'adiu perquè "l'etnografia és tota sola etnologia, l'observació va plena d'interpretacions".
L'antropologia com a disciplina apareix per primer cop en l'Histoire Naturelle de Buffon (1749) i combina molt aviat dues genealogies diferents:
- Una de primerenca, de base naturalista, relacionada amb el problema de la diversitat física de l'espècie humana (anatomia comparada) i com a fruit d'un projecte comparatiu de descripció de la diversitat dels pobles. Este últim havia estat abordat des de la baixa edat mitjana, en relació amb els problemes que plantejava el treball dels missioners, les necessitats de descriure pobles situats als marges de l'Europa de l'alta edat mitjana, i més tard el projecte colonial.
- Posteriorment, s'hi afegiria la història comparada de la cultura dels pobles que donaria lloc, a Europa, al folklore.

La definició actual l'etnologia seguix sent associada de manera implícita a l'estudi d'un poble determinat així com al treball de camp, mentre que l'antropologia estudia fets humans, és a dir, propis de l'ésser humà. I, de fet, estes són les definicions que prevalen. Històricament s'ha associat l'antropologia a l'estudi de comunitats aborígens tractades com a "primitives", passades i fora d'època, i s'ha volgut crear una disciplina diferent per estudiar les societats industrialitzades: la sociologia. Però esta forma de procedir és pròpiament occidental, ja que en altres àrees del planeta l'antropologia estudia igualment les societats industrialitzades en un conjunt antropològic contemporani.

### Perspectiva històrica
Durant el segle xix l'anomenada llavors antropologia general incloïa un espectre d'interessos molt ampli, que abastava des de la paleontologia del Quaternari al folklore europeu, passant per l'estudi comparat dels pobles aborígens. Per això formava part de les ciències naturals i el pensament filosòfic alemany. Després de l'aparició dels models evolucionistes i el desenvolupament del mètode científic en les ciències naturals, molts autors van pensar que els fenòmens històrics també seguirien pautes deduïbles per observació.
El desenvolupament inicial de l'antropologia com a disciplina més o menys autònoma del conjunt de les ciències naturals coincideix amb l'apogeu del pensament il·lustrat, i posteriorment del positivista, que elevava la raó a una capacitat distintiva dels éssers humans. El seu desenvolupament es va poder vincular molt prompte als interessos del colonialisme europeu derivat de la Revolució industrial.
Nota: l'estudi de l'ésser humà és ben antic. Heròdot (484-425 ane) en les seves Històries explica les diferències entre els diversos habitants del món conegut (Líbia, Egipte, Grècia, Àsia Menor…) i parla ja de diferències de crani entre egipcis i perses, fet que és del tot erroni i esbiaixat, però ens indica ja una primera aproximació a altres cultures. Hipòcrates (460-377 ane) llançà la teoria segons la qual el medi influencia els caràcters o trets físics de l'ésser humà i per això cridava l'atenció sobre les diferències de qui habita en climes variats. Aristòtil (384-322 ane) estudia l'ésser humà perquè el considerava complex i, per tant, procedix a mesurar cranis, etc.
Per raons que tenen a veure amb el projecte de la Nova República nord-americana, la qual introduïx una ideologia que exclou la població indígena, originària de les terres, l'antropologia de camp començà a tenir bases professionals als Estats Units a l'últim terç del segle xix a partir de les activitats del Bureau of American Ethnology i de la Smithsonian Institution. L'antropòleg alemany Franz Boas, vinculat a aquest tipus de tasca, institucionalitzà acadèmicament i professionalment l'antropologia als Estats Units. A la Gran Bretanya victoriana, Tylor i posteriorment autors com Rivers i més tard Malinowski i Radcliffe-Brown desenvoluparen un model professionalitzat d'antropologia acadèmica. La mateixa cosa va succeir a Alemanya abans del 1918.
En la majoria de potències colonials de principis de segle hi ha esbossos de professionalització de l'antropologia que no acabaren de quallar fins passada la Segona Guerra Mundial. En tots els estats occidentals s'incorporà el model professional d'antropologia anglosaxona. Per este motiu, la major part de la producció de l'antropologia social o cultural abans de 1960 -que es coneix com a model antropològic clàssic- es basa en etnografies produïdes a Amèrica, Àsia, Oceania i Àfrica, però amb un pes molt inferior a Europa. La raó n'és que al continent europeu va prevaler una etnografia positivista, destinada a apuntalar un discurs sobre la identitat nacional, tant als estats germànics, com als escandinaus i eslaus.
El model antropològic clàssic de l'antropologia social fou abandonat durant la segona meitat del segle xx. Actualment els antropòlegs treballen pràcticament tots els àmbits de la cultura i la societat.

## L'objecte d'estudi
Aquesta ciència postula que res de l'ésser humà, llevat de la biologia, no és inherent a la seua natura. Per això, l'objecte de l'anàlisi antropològica no pot ser entés com una cosa donada. La definició del problema a investigar passa per la reflexió teòrica i empírica del fenomen.
Després del desenvolupament de diferents tradicions teòriques, i en diversos països, es va produir un debat sobre quin era l'aspecte de la vida humana que l'antropologia havia d'estudiar. En eixa època, els lingüistes i arqueòlegs culturals ja havien definit els seus camps d'acció. James George Frazer havia proposat que este objecte era la cultura, entesa com un "tot complex" que inclou creences, costums, tecnologia i tot allò que produïxen les societats humanes. Esta proposta és present en tots els corrents de l'antropologia, bé es declaren a favor o en contra seua.
Tanmateix, a partir d'esta confrontació, hi ha un fenomen d'una constant atomització dins la disciplina que, per citar l'exemple més conegut, comporta que molts autors consideren que l'estudi de la cultura seria el camp de l'antropologia cultural i el de les estructures socials el de l'antropologia social pròpiament dita. Radcliffe-Brown, antropòleg social, considerava com una disciplina diferent la que realitzaven Franz Boas i els seus alumnes, antropòlegs culturals. Segons Clifford Geertz, l'objecte de l'antropologia és l'estudi de la diversitat cultural.
Siga quin siga el cas que es presente, l'antropologia general es preocupa per:
- poder i política
- parentiu i societat
- religió i simbologia

Cadascun d'estos punts són estudiats per l'antropologia cultural. L'ésser humà és estudiat des del vessant humanístic. La llista de preocupacions s'allarga amb un punt de vista sociològic, incloent-hi l'estudi del gènere, del treball, etc. Estudiar l'ésser humà científicament, d'altra banda, és estudiar-lo biològicament i, ací, les preocupacions són diametralment distintes.
Tot amb tot, l'objecte d'estudi de l'antropologia és l'ésser humà i, com a ciència social, el seu punt de partença és l'anàlisi sociocultural del seu comportament. En tant que ciència, estudia la seua biologia, el seu parlar i el seu estat actual i passat.

### Branques de l'antropologia

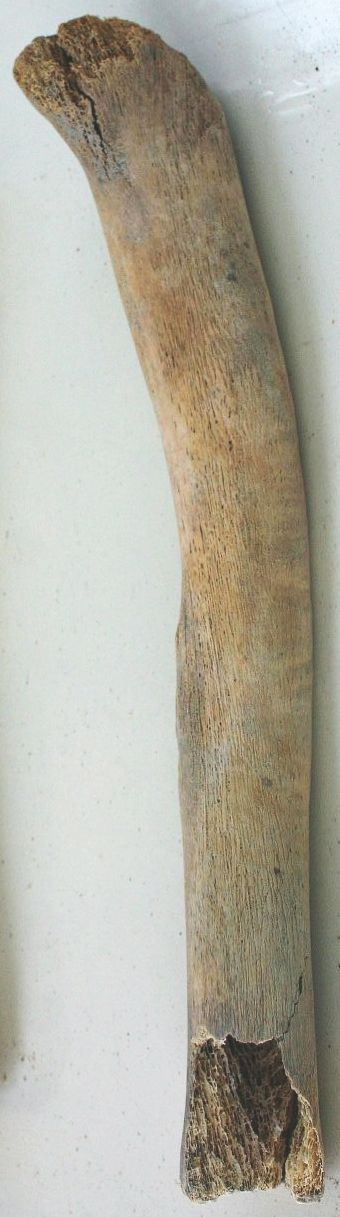
Tíbia d'origen arqueològic, amb periostitis i deformació "en sabre", pròpies d'una treponematosi

Històricament parlant, el projecte d'antropologia general es componia de quatre branques: la lingüística, l'arqueologia, l'antropologia biològica, l'antropologia social i antropologia cultural. És a dir, a l'hora de definir l'antropologia, existixen dues perspectives d'estudi:
- científica
- humanística

Segons si fem servir el mètode científic o humanístic, tindrem dues branques diferenciades de l'antropologia general. La branca científica es dedica a l'estudi de l'ésser humà biològic mentre que l'humanística es dedica a estudiar-lo des d'un vessant sociocultural. D'esta diferència en trobem les quatre branques clàssiques, que són la sociologia, la lingüística i la cultural per la banda humanística, i la física i arqueològica per la banda científica.
Així doncs, les branques de l'antropologia es poden comptar en quatre:
- Antropologia biològica o antropologia física; esta branca analitza la diversitat del cos humà en el passat i el present. Inclou, per tant, l'evolució de l'anatomia humana, així com les diferències i relacions entre els pobles actuals i les seues adaptacions a l'ambient. De vegades, inclou l'evolució dels primats. En el passat era anomenada antropologia física, encara que amb una lleugera disparitat de conceptes.

- Antropologia social; es tracta d'estudiar l'ésser humà social en un entorn industrial i per això es pot parlar directament de sociologia en lloc d'antropologia social. Ha de permetre entendre la realitat d'una societat estructurada en estats industrials. Estudia no sols l'estructura de la societat, sinó també les seues mentalitats, les desviacions de la norma, la producció material derivada d'este tipus de vida en comú. Comporta l'estudi del gènere, les desigualtats, el treball, el consum o la identitat. Partix ben sovint d'una anàlisi microsocial per aconseguir una perspectiva general.

- Antropologia cultural; es tracta de l'estudi comparatiu de les maneres variades en què les persones donen sentit al món que les envolta. Està força associada a la filosofia, la literatura i les arts perquè distingix la cultura objectiva i subjectiva. L'objectiva és precisament la que es relaciona àmpliament amb totes aquestes àrees. Es mira d'entendre les societats mitjançant els seus símbols i els seus valors culturals. S'hi estudia, doncs, la cultura material, la tecnologia, les infraestructures, les relacions de gènere, l'ètnia, la criança i la socialització, a més de la religió, el mite, els símbols, els valors, l'etiqueta, la visió del món o representacions mentals, els esports, la música, la nutrició, els jocs o els festivals. El mètode pot fer servir la comparació entre cultures.

- Arqueologia. Estudia la humanitat pretèrita. Permet conéixer la vida en el passat de pobles extints. Els arqueòlegs depenen de les restes materials de pobles antics per inferir-ne els estils de vida. Això es realitza mitjançant l'anàlisi estratigràfica dels objectes obtinguts en les excavacions.

- Lingüística; l'antropologia lingüística cerca entendre els processos comunicatius humans, verbals i no verbals, així com la varietat del llenguatge en el temps i l'espai. Mira de saber-ne més sobre els usos socials del llenguatge i la relació entre el llenguatge i la cultura. És una branca que incidix en els mètodes lingüístics sobre problemes antropològics. Vincula l'anàlisi de formes i processos lingüístics a la interpretació dels processos socioculturals. Els antropòlegs lingüístics es basen tot sovint en camps que es relacionen, i això inclou la sociolingüística, la pragmàtica, la lingüística cognitiva, la semiòtica, l'anàlisi del discurs i l'anàlisi de la narrativa.

#### Subbranques
Al seu torn, cadascuna d'estes quatre branques principals se subdividixen en innombrables subbranques que moltes voltes interactuen entre si.
De l'antropologia social, coneguda antigament com a antropologia sociocultural, es desprenen:
- Antropologia del parentiu: aquesta branca s'enfoca en les relacions de parentiu, enteses com un fenomen social, i no com a mer derivat de les relacions biològiques que s'establixen entre un individu, els seus genitors i consanguinis; es tracta d'una de les especialitats més antigues de l'antropologia i, de fet, està relacionada amb el tarannà dels primers antropòlegs evolucionistes del segle xix.

- Ciberantropologia: és una branca de l'antropologia sociocultural que estudia sistemes cibernètics i la relació entre humans i tecnologies.
- Antropologia de la religió: estudia els sistemes religiosos i de creences.
- Antropologia filosòfica: és una branca de la filosofia alemanya i no de l'antropologia científica que, principalment, s'ocupa de les incerteses d'índole ontològica. Centra l'atenció en l'ésser humà; pren en compte una gran varietat d'aspectes de l'existència humana, passada i present, i combina estos materials diversos en un abordatge íntegre del problema de l'existència. A més a més, es pregunta per la naturalesa fonamental del seu ésser, es pregunta allò que diferencia l'humà de tots els altres éssers, com es definix tot sol amb la seua existència històrica, etc. Estos interrogants fonamentals de l'antropologia filosòfica poden ser condensats en una pregunta radical: "Què és l'ésser humà?".
- A més de l'antropologia econòmica, antropologia política, aplicada, rural, urbana, visual, totes les que han d'entendre's com a enfocaments o punts de partida diversos per analitzar els fenòmens socials.

De l'antropologia física, coneguda també com a antropologia biològica, es desprenen:
- Antropologia forense: s'encarrega de la identificació de restes humanes esqueletitzades, donada la seua àmplia relació amb la biologia i variabilitat de l'esquelet humà. També pot determinar, en el cas que hagen deixat marques sobre els ossos, les causes de la mort, per tractar de reconstruir la mecànica de fets i la de lesions, conjuntament amb l'arqueòleg forense, el criminalista de camp i metge forense, així com aportar, de ser-ne possible, elements sobre la conducta del victimari per mitjà d'indicis deixats al lloc dels fets i el tractament peri-mortem i post-mortem donat a la víctima.
- Paleoantropologia: s'ocupa de l'estudi de l'evolució humana i els seus avantpassats fòssils o homínids antics. A vegades, també pot ser coneguda com a paleontologia humana.
- Antropologia genètica: es definix com l'aplicació de tècniques moleculars per poder entendre l'evolució homínida, en particular la humana, relacionant-les amb altres criatures no humanes.

De l'arqueologia es desprenen:
- Arqueoastronomia: és l'estudi de jaciments arqueològics relacionats amb l'estudi de l'astronomia per cultures antigues. També estudia el grau de coneixements astronòmics dels diferents pobles antics. Un dels aspectes d'esta disciplina és l'estudi del registre històric de coneixements astronòmics anterior al desenvolupament de la moderna astronomia.
- Arqueologia subaquàtica: seguix els preceptes de l'arqueologia terrestre, però es dedica, amb tècniques de busseig, a desentranyar antigues cultures les restes materials de les quals, per alguna raó o altra, es troben actualment sota l'aigua.

Cadascuna de les branques ha tingut un desenvolupament propi en una mesura més o menys dimensionada. La diversificació de les disciplines no impedix, d'altra banda, que es troben en interacció permanent les unes amb les altres. Els edificis teòrics de les disciplines antropològiques compartixen com a base el seu interés per l'estudi de la humanitat. Això no obstant, metonímicament en l'actualitat, quan es parla d'antropologia, per antonomàsia es fa referència a l'antropologia social.

### Temàtiques i terminologia recurrent
| - Cultura - Endoculturació - Transculturació - Aculturació - Interculturalitat - Gènere - Comportament - Tabú | - Mite - Etnografia - Hominización - Etnocentrisme - Excavació - Societat - Matriarcat - Ceràmica | - Síndrome cultural - Etnoarqueologia - Ecologia cultural - Educació intercultural - Comunicació intercultural - Bruixeria - Identitat cultural - Exotisme - Màgia | - Netnografia - Assimilació cultural - Neuroantropologia - Diversitat cultural - Parentiu - Etnomusicologia - Genocidi - Ètnia - Races humanes - Família - Costums | - Etnolingüística - Alteritat - Xamanisme - Ritual - Canibalisme - Sexualitat - Etnobotànica - Cosmovisió - Institució - Modernitat | - Proxèmica - Ritus - Postmodernitat - Xoc cultural - Capacitat intercultural - Drogues ancestrals - Globalització |

## Mètode d'investigació

### Treball de camp

#### Mètode de l'antropologia cultural
El mètode d'obtenció de coneixement de l'antropologia és força fàcil d'exposar però ben difícil d'aplicar. Comporta que l'antropòleg siga capaç abandonar els seus prejudicis i estiga disposat a aprendre dels altres. La primera fase del mètode antropològic és el treball de camp, que consistix en una immersió en la comunitat que es vulga analitzar. Això vol dir que si, per exemple, l'antropòleg vol conéixer una comunitat indígena d'Austràlia, haurà d'anar a viure un temps amb aquesta comunitat, adaptar-se a les seues creences, menjar allò que mengen, comportar-se com es comporten, adoptar el seu estil de vida, etc. S'anomena esta fase d'observació i això acosta l'antropologia a l'empirisme, perquè aquest adopta justament l'observació de la realitat en moviment per traure conclusions. És a dir, posa a prova les seues hipòtesis observant com es comporten els humans de manera natural.
Fet això, l'antropòleg ha de posar per escrit tot allò que ha aprés sobre la societat que ha analitzat. És la fase d'etnografia. Això comporta una exposició estructurada i comprensible per a una altra cultura que no s'ha immergit mai en la cultura estudiada. L'antropòleg ha de ser objectiu, no faltar a la veritat, aportar informació qualitativa i quantitativa, saber ser imparcial, etc. L'estudi es publica per tal que altres antropòlegs puguen anar-ho a verificar. És després d'una tercera fase de verificació del treball amb un nou treball de camp i un nou procés d'etnografia que l'estudi aconseguix ser acceptat i avalat per tota la comunitat científica.
L'estudi, però, no es deixa dins un calaix d'armari de l'arxiu nacional, sinó que ha de fer un objecte d'actualització de la informació. Això vol dir que l'antropòleg es dedica en una quarta fase: a fer un seguiment de la societat estudiada per tal de comprendre les seues evolucions, els nous raonaments, els canvis, etc.
Per tal de poder dur a terme tot aquest mètode, l'antropòleg ha de ser capaç d'abandonar el monoculte, és a dir, saber la llengua de l'altre, aprendre a practicar la seua religió, si en té alguna, etc. Les societats monolingües són de monoculte perquè rere l'única llengua que parlen, hi una única cultura i això restringix els punts de vista amb què la societat mira el món que l'envolta. L'antropòleg ha de tenir, doncs, una ment força oberta i això comporta abandonar tota mena de monocultes i, per tant, el monolingüisme. Convé, fins i tot, aprendre llengües minoritàries, i fins i tot llengües minoritzades.
Vet ací alguns elements del seu mètode:
- Investigació qualitativa
- Etnografia
- Investigació quantitativa
- Metodologia arqueològica
- Treball de camp
- Holisme
- Diari de camp

### Ètica, política i antropologia

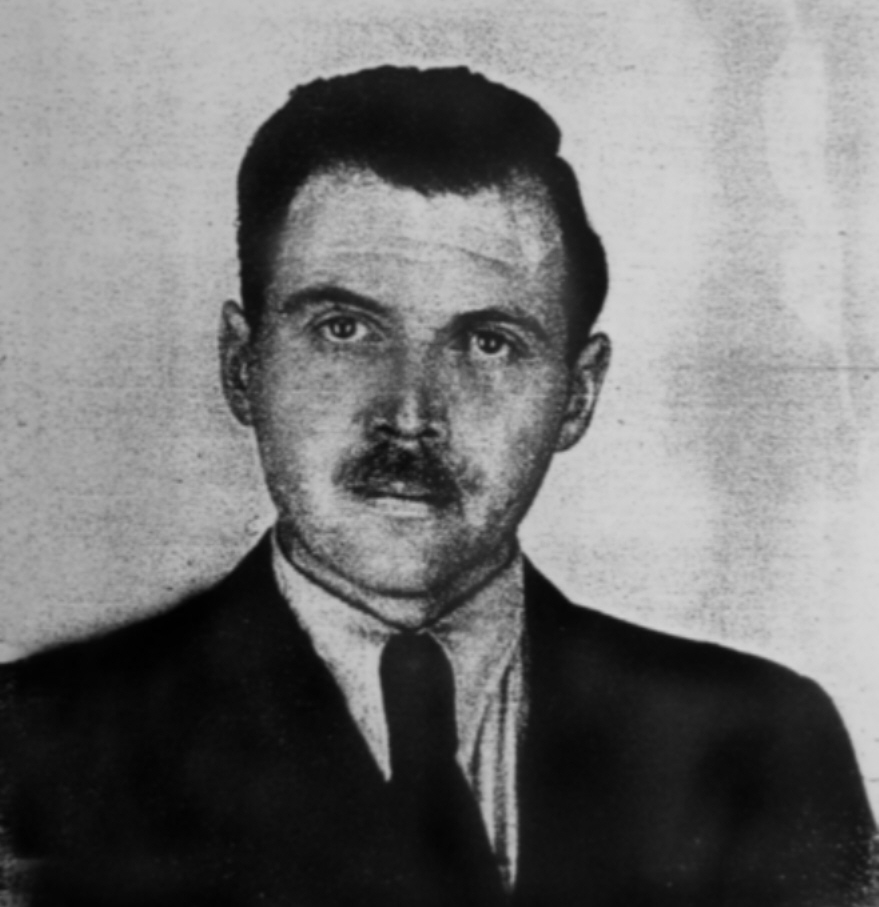
Fotografia de l'antropòleg Josef Mengele. Hi ha vegades en què l'antropologia es fa servir amb objectius perversos, tal com es va practicar durant l'Holocaust

Alguns problemes ètics sorgixen de la simple raó que els antropòlegs tenen més poder que els pobles que estudien. S'ha argumentat que la disciplina és una forma de colonialisme en la qual els antropòlegs obtenen poder a costa dels subjectes. Segons això, els antropòlegs adquirixen poder explotant el coneixement i els artefactes dels pobles que investiguen. Estos, per la seua banda, no obtenen res a canvi i, al capdavall, perden en la transacció. De fet, l'anomenada escola britànica va ser lligada explícitament, al principi, a l'administració colonial.
El 2002, Kevin B. McDonald criticà l'antropologia boasiana com a part de l'estratègia jueva per accelerar la immigració massiva i destruir Occident. Mentre la genètica ha avançat com a ciència, alguns antropòlegs com Lucca Cavalli-Sforza han actualitzat el concepte d'ètnia d'acord amb els nous descobriments, tals com el traç de les migracions antigues per mitjà de l'ADN del mitocondri i del cromosoma Y.
Finalment, l'antropologia té una història d'associacions amb les agències governamentals d'intel·ligència i la política antibel·licista. Boas rebutjà públicament la participació dels Estats Units en la Primera Guerra Mundial, el mateix que la col·laboració d'alguns antropòlegs amb la intel·ligència dels Estats Units. En contrast, molts antropòlegs contemporanis a Boas foren actius participants en esta guerra de múltiples formes. D'entre tots hi ha dotzenes que van servir per l'Oficina de Serveis Estratègics i l'Oficina d'Informació de Guerra. Com a exemple, es té Ruth Benedict, autora d'El crisantem i l'espasa, que és un informe sobre la cultura japonesa realitzat a comanda de l'exèrcit dels Estats Units.
El 1950 l'Associació Antropològica Nord-americana (AAA) va proveir a la CIA informació especialitzada dels seus membres i molts antropòlegs van participar en l'Operació Camelot durant la Guerra de Vietnam.
D'altra banda, molts altres antropòlegs van ser summament actius en el moviment pacifista i van fer pública la seua oposició en l'American Anthropological Association, condemnant la participació del gremi en operacions militars encobertes. També s'han manifestat en contra de la invasió a l'Irac, encara que sobre aquest tema no hi ha hagut un consens professional als Estats Units.
Els col·legis professionals d'antropòlegs censuren el servei estatal de l'antropologia i les seues deontologies poden impedir als antropòlegs donar conferències secretes. L'Associació Britànica d'Antropologia Social ha qualificat certes beques d'èticament perilloses. Per exemple, ha condemnat el programa de la CIA Pat Roberts Intelligence Scholars Program, que patrocina estudiants d'antropologia a les universitats dels Estats Units en preparació per a tasques d'espionatge per al govern. La Declaració de Responsabilitat Professional de l'American Anthropological Association afirma clarament que «en relació amb el govern propi o amfitrió (...) no han d'acceptar-se acords d'investigacions secretes, informes secrets ni de cap tipus».

#### Ciència dura, ciència tova

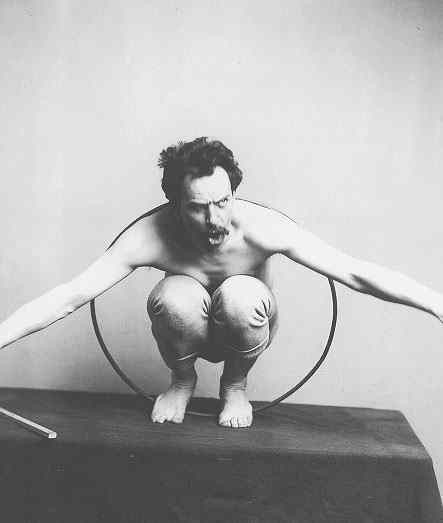
En la imatge es pot apreciar en Boas fent mostra de la "dansa caníbal" dels indígenes Kwaklutl, a l'exhibició del National Museum of Natural History, 1895. És una demostració d'haver estat en immersió

L'antropologia, com gairebé totes les ciències socials, patix de no ser considerada sempre una ciència al mateix nivell que la física o la química. Això és així perquè no totes les ciències humanes poden utilitzar l'empirisme com a mètode per obtenir coneixement. Es qüestiona, doncs, per què no es posa cap hipòtesi en pràctica per verificar que és o no fals, descartable o validable.
No obstant això, l'antropologia procedix per observació i això constituïx un punt a favor de la disciplina. No deixa de ser cert que qui observa és susceptible d'estar influenciat pel marc mental en què ha crescut i nascut. L'antropologia, però, mira justament de depassar este aspecte proposant una immersió real, com ara aprendre a viure i, de fet, viure al si d'una comunitat indígena.
Els posicionaments marxistes consideren que, així i tot, l'antropologia com la sociologia es limiten a posar per escrit allò que observem, però els nostres sentits poden enganyar-nos. Estem, doncs, posant per escrits observacions probablement esbiaixades del que és realment el nostre entorn ja que, al capdavall, allò que veiem ho passem pel nostre cervell i este no reflectix allò que veu, fa una reproducció del que ha vist.
Tot i este debat, no deixa de ser cert que, a diferència de les ciències humanes, l'antropologia considera dins el seu mètode la incorporació de treball de camp. L'observació mira de ser objectiva i tot treball és revisable. També hi ha sempre un procés d'immersió. Això vol significar que el mètode dels antropòlegs no és purament cartesià, sinó que, malgrat les seues limitacions, incorpora l'experiència.

## Història de l'antropologia

### Seglexix

#### L'origen de la pregunta antropològica
La pregunta antropològica és abans de res una pregunta per l'altre. I en termes estrictes, està present en tot individu i en tot grup humà, en la mesura en què cap de les dues entitats pot existir aïllada, sinó en relació amb un altre. Este altre és el referent per a la construcció de la identitat, ja que esta es construïx per «oposició a» i no «a favor de».
La preocupació per allò que genera les variacions socials és l'interés fundador de l'antropologia moderna.
D'esta manera, per a Krotz, la sorpresa és el pilar de l'interés pel «un altre» (alter), i són les «alteritats» les que marquen tal contrast binari entre les persones.
Malgrat que tots els pobles comparteixen esta inquietud, és a Occident on, per condicions històriques i socials particulars, adquirix una importància superior. És innegable que ja Hesíode, Heròdot i altres clàssics indagaven en estes diferències. No obstant això, quan Europa es troba enfront de pobles desconeguts i que resultaven extraordinaris, interpreta estes exòtiques formes de vida ora fascinada, ora esglaiada.

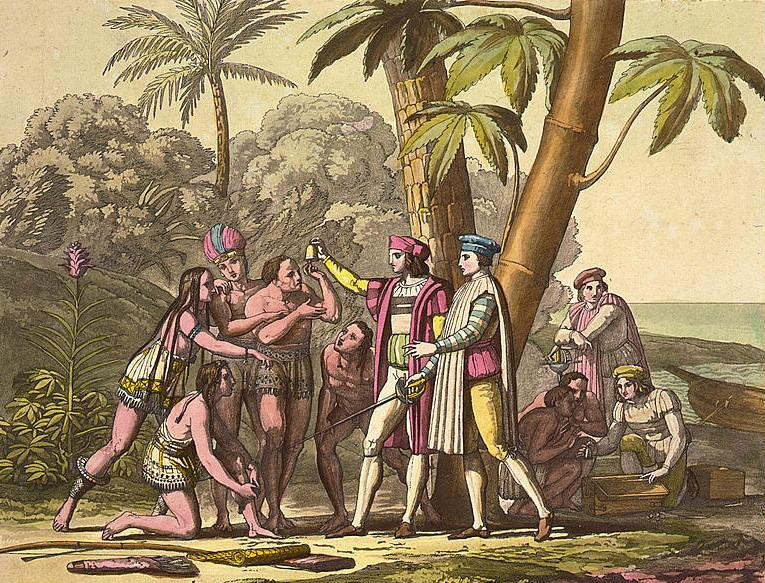
Colom pren possessió del Nou món

La conquesta d'Amèrica constitueix una gran fita de la pregunta antropològica moderna. Els escrits de Cristòfor Colom i altres navegants revelen el xoc cultural en què es va veure immersa la vella Europa. Especial importància tenen els treballs dels missioners indians a Mèxic, el Perú, Colòmbia i Argentina en els primers acostaments a les cultures aborígens. D'entre ells destaca Bernardino de Sahagún, que empra en les seues recerques un mètode summament rigorós, i llega una obra amb una separació ben clara entre la seua opinió eclesiàstica i les dades dels seus «informants» sobre la seua pròpia cultura. Esta obra és Història de les coses de la Nova Espanya.
Amb els nous descobriments geogràfics es desenvolupa l'interés cap a les societats que trobaven els exploradors. Al segle xvi l'assagista francés Montaigne es preocupa pels contrastos entre els costums de diferents pobles.
El 1724 el missioner jesuïta Lafitau publica un llibre en què compara els costums dels autòctons americans amb els del món antic. El 1760 Charles de Brosses descriu el paral·lelisme entre la religió africana i la de l'antic Egipte. El 1748 Montesquieu publica L'esperit de les lleis basant-se en lectures sobre costums de diferents pobles.
Al segle xviii, va ser comuna la presència de relators històrics, els quals, a manera de crònica, descrivien les seues experiències en viatges de gran durada pel món. En este cas es pot citar Estanislau de la Falç.
El segle xix va veure el començament de viatges empresos amb la finalitat d'observar altres societats humanes. Alguns viatgers famosos d'este segle foren Bastian (1826-1905) i Ratzel (1844-1904). Ratzel fou el pare de la teoria del difusionisme, que considerava que tots els invents s'havien estés pel món per mitjà de migracions; esta teoria fou portada a l'absurd pel seu deixeble Frobenius (1873-1938), que pensava que tots els invents bàsics es feren en un sol lloc: Egipte.
Charles Darwin i alguns fets històrics com la Revolució industrial contribuirien al desenvolupament de l'antropologia com una disciplina científica.

#### El naixement de la disciplina
A l'erudit persa al-Biruní, de l'edat d'or de l'islam se'l considera el primer antropòleg, però es considera que el naixement de l'antropologia com a disciplina va tenir lloc durant el segle de les Llums, quan a Europa es van realitzar els primers intents sistemàtics d'estudiar el comportament humà. Les ciències socials que inclouen, entre d'altres, la jurisprudència, la història, la filologia, la sociologia i, per descomptat, l'antropologia, van començar a desenvolupar-se en esta època.
D'altra banda, la reacció romàntica contra el moviment il·lustrat que va tenir el centre a Alemanya fou el context en què filòsofs com Herder i, posteriorment, Wilhelm Dilthey, van escriure les seues obres. S'hi pot rastrejar l'origen de diversos conceptes centrals en el desenvolupament posterior de l'antropologia.
Estos moviments intel·lectuals en part van bregar amb una de les majors paradoxes de la modernitat: tot i que el món s'empetitia i s'integrava cada vegada més, l'experiència de la gent del món resultava més atomitzada i dispersa. Com Karl Marx i Friedrich Engels van observar en la dècada de 1840:
| « | Totes les velles indústries nacionals han estat o estan sent destruïdes diàriament. Són desplaçades per noves indústries, la introducció de les quals es converteix en un tema de vida o mort per a les nacions civilitzades, per indústries que no treballen només amb matèries primeres locals, sinó també amb matèries primeres portades dels llocs més remots; indústries els productes de les quals no són consumits solament per la població local, sinó també per gent de tot el globus. En lloc de les antigues demandes de consum, satisfetes per la producció del país, trobem noves necessitats que requereixen per satisfer-se productes de llocs i climes distants. En lloc de l'antic aïllament nacional i l'autosuficiència, tenim relacions en totes les direccions, interdependència universal de nacions. | » |

Irònicament, esta interdependència universal, en comptes de portar a una major solidaritat en la humanitat, coincidí amb l'augment de divisions ètniques, religioses i de classe, i algunes expressions culturals confuses i pertorbadores. Estes són les condicions de vida que la gent en l'actualitat enfronta quotidianament, però no són noves: tenen l'origen en processos que van començar al segle xvi i es van accelerar al xix.

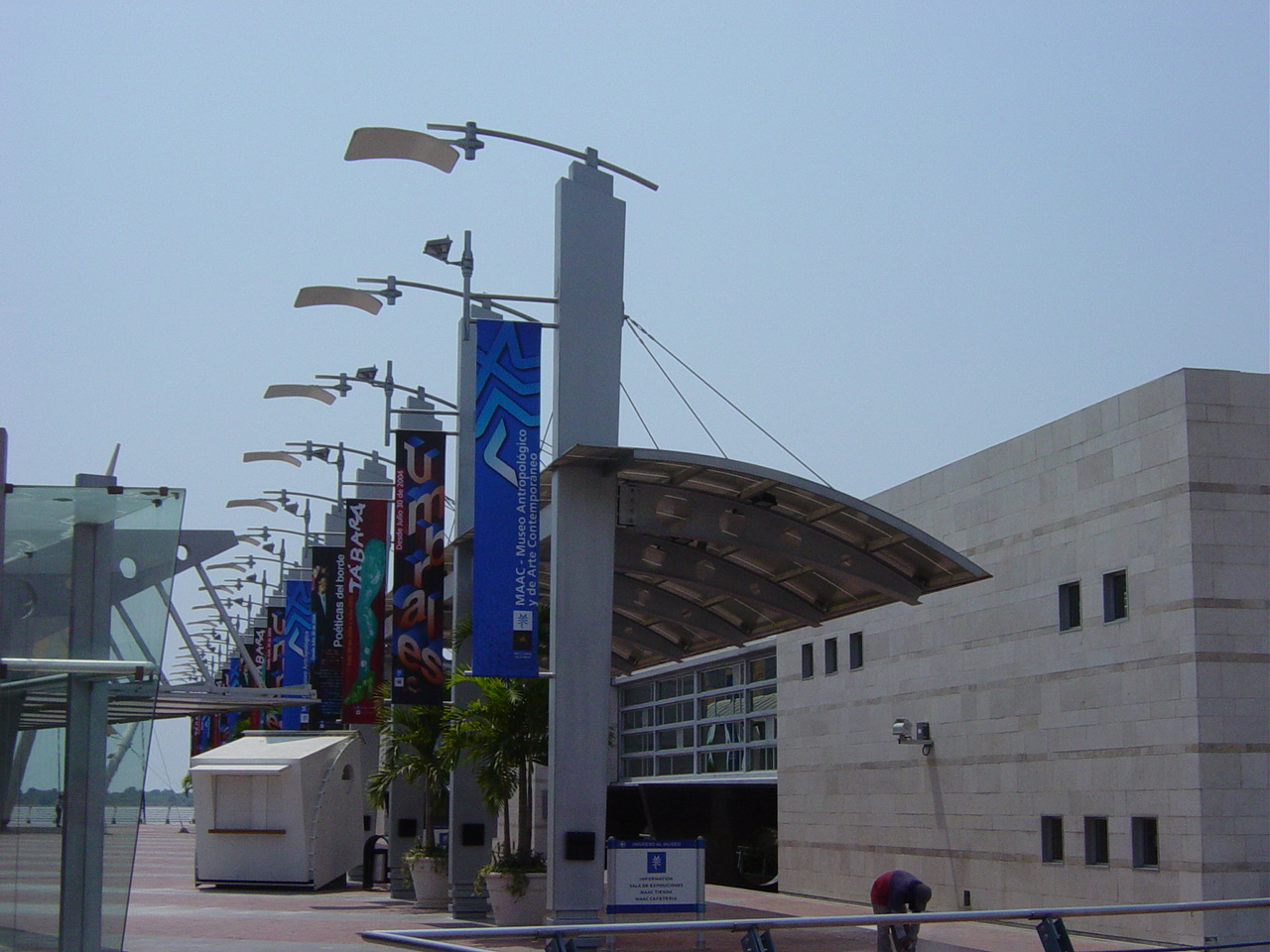
Museu Antropològic i d'Art Contemporani de Guayaquil, Equador

Institucionalment, l'antropologia emergí de la història natural (exposada per autors com Buffon), definida com un estudi dels éssers humans, generalment europeus, vivint en societats poc conegudes en el context del colonialisme. Esta anàlisi del llenguatge, cultura, fisiologia i artefactes dels pobles primitius, com se'ls anomenava en esta època, era equivalent a l'estudi de la flora i fauna d'estos llocs. És per això que podem comprendre que Lewis Henry Morgan escrivís tant una monografia sobre La lliga dels iroquesos, com un text sobre El castor americà i les seues construccions.
Un fet important en el naixement de l'antropologia com a disciplina institucionalitzada és que la major part dels seus primers autors eren biòlegs (com Herbert Spencer), o bé juristes de formació (com Bachofen, Morgan, McLennan). Estes vocacions acadèmiques van influir en la construcció de l'objecte antropològic de l'època i en la definició de dos temes crucials per a l'antropologia al llarg de la seua història, a saber: la naturalesa del canvi social en el temps i del dret (analitzat sota la forma del parentiu) i els mecanismes d'herència.
Atés que els primers acostaments de l'antropologia institucional tendien a estendre els conceptes europeus per comprendre l'enorme diversitat cultural d'altres latituds no europees, es va incórrer en l'excés de classificar els pobles per un suposat grau de major o menor progrés. Per això, en eixos primers temps d'indagació etnogràfica, alguns productes de la cultura material de nacions «civilitzades» com la República Popular Xina van ser exhibits en els museus dedicats a l'art, al costat d'obres europees; mentre que els seus semblants d'Àfrica o de les cultures nadiues d'Amèrica es mostraven als museus d'història natural, al costat dels ossos de dinosaure o els diorames de paisatges (costum que roman en alguns llocs fins als nostres dies). Dit això, la pràctica curatorial ha canviat dramàticament en anys recents, i seria incorrecte veure l'antropologia com a fenomen del règim colonial i del xovinisme europeu, perquè la seua relació amb l'imperialisme era i és complexa.
L'antropologia continuà refinant-se a partir de la història natural i, a la fi del segle xix, la disciplina començava a cristal·litzar el 1935, per exemple, T. K. Penniman escrigué la història de la disciplina titulada 100 anys d'antropologia. En eixa època dominava el «mètode comparatiu», que assumia un procés evolutiu universal des del primitivisme fins a la modernitat; això qualificava societats no europees com a «vestigis» de l'evolució que reflectien el passat europeu. Els erudits van escriure històries de migracions prehistòriques, algunes de les quals eren valuoses i altres molt fantàstiques. Va ser durant este període quan els europeus van poder, per primera vegada, rastrejar les migracions polinèsiques per l'oceà Pacífic. Finalment, van discutir la validesa de la "ètnia" com a criteri de classificació, car decantava els éssers humans atenent caràcters genètics, i coincidí amb l'auge del racisme.
En el segle xx, les disciplines acadèmiques van començar a organitzar-se al voltant de tres principals dominis: ciència, humanisme i ciències socials. Les ciències expliquen fenòmens naturals amb lleis seguint un mètode experimental. Les humanitats projectaven l'estudi de diverses tradicions nacionals, a partir de la història i les arts. Les ciències socials intenten explicar el fenomen social usant mètodes científics, buscant bases universals per al coneixement social. L'antropologia no es restringeix a cap d'estes categories.
Tant basant-se en els mètodes de les ciències naturals, com també creant noves tècniques que involucraven no sols entrevistes estructurades sinó la coneguda «observació participant» desestructurada, i basada en la nova teoria de l'evolució per selecció natural, van proposar l'estudi científic de la humanitat concebuda com un tot. És crucial per a este estudi el concepte de cultura. La cultura ha estat definida en l'antropologia de les formes més variades, encara que és possible que hi haja acord en la seua conceptualització com una capacitat social per aprendre, pensar i actuar. La cultura és producte de l'evolució humana i element distintiu d'Homo sapiens i, potser, de totes les espècies del gènere Homo, d'altres espècies, i com una adaptació particular a les condicions locals que prenen la forma de credos i pràctiques altament variables. Per això, la «cultura» no sols transcendeix l'oposició entre la natura i la consolidació; transcendeix i absorbeix peculiarment les distincions entre política, religió, parentiu i economia europeus com a dominis autònoms. L'antropologia per això supera les divisions entre les ciències naturals, socials i humanes en explorar les dimensions biològiques, lingüístiques, materials i simbòliques de la humanitat en totes les seues formes.

### Segle XX
En este apartat es considera la consolidació de l'antropologia com una disciplina per dret propi. No obstant això, no és, ni de lluny, un edifici monolític. Com tots els corrents de pensament, es relaciona directament amb el context social en què es produïx. D'esta manera es pot entendre la divergència entre les diverses escoles nacionals d'antropologia, que es van consolidant durant els últims anys del segle xix i a meitat del segle xx.

#### El desenvolupament de la sociologia i l'etnologia francesa
L'antropologia francesa té una genealogia menys clara que les tradicions anglesa o nord-americana. Molts comentaristes consideren falsament Marcel Mauss com a fundador de la tradició antropològica francesa. Mauss era un membre del grup de l'Annee Sociologique, la revista dirigida pel seu oncle Émile Durkheim i mentre aquest estudiava la situació de les societats modernes, Mauss i els seus col·laboradors (com Henri Hubert i robert Hertz) van recórrer a l'etnografia i filologia per analitzar les societats que no estaven tan diferenciades com les nacions estat europees. En particular, en Assaig sobre els dons es provaria de rellevància permanent en els estudis antropològics la redistribució dels béns i la reciprocitat.
En el període d'entreguerres, l'interés a França per l'antropologia concorria amb moviments culturals més amplis com el surrealisme i el primitivisme, que recorrien a l'etnografia com a font d'inspiració. Marcel Griaule i Michel Leiris són exemples de persones que van barrejar l'antropologia i l'avantguarda francesa. En este període la major part del que es coneix com a etnologia es restringia als museus, i l'antropologia va tenir una estreta relació amb les investigacions del folklore.
No obstant això, fou sobretot Claude Lévi-Strauss qui ajudà a institucionalitzar esta ciència a França. A més de la transcendència de l'estructuralisme, Lévi-Strauss establí vincles amb antropòlegs nord-americans i anglesos. Al mateix temps va establir centres i laboratoris per tota França per proveir d'un context institucional l'antropologia mentre entrenava estudiants influents com Maurice Godelier o Françoise Héritier, que es tornaria molt influent en la seua escola. Moltes particularitats de l'antropologia francesa actual són conseqüència que s'investigue en laboratoris privats més que en universitats.

#### El culturalisme nord-americà

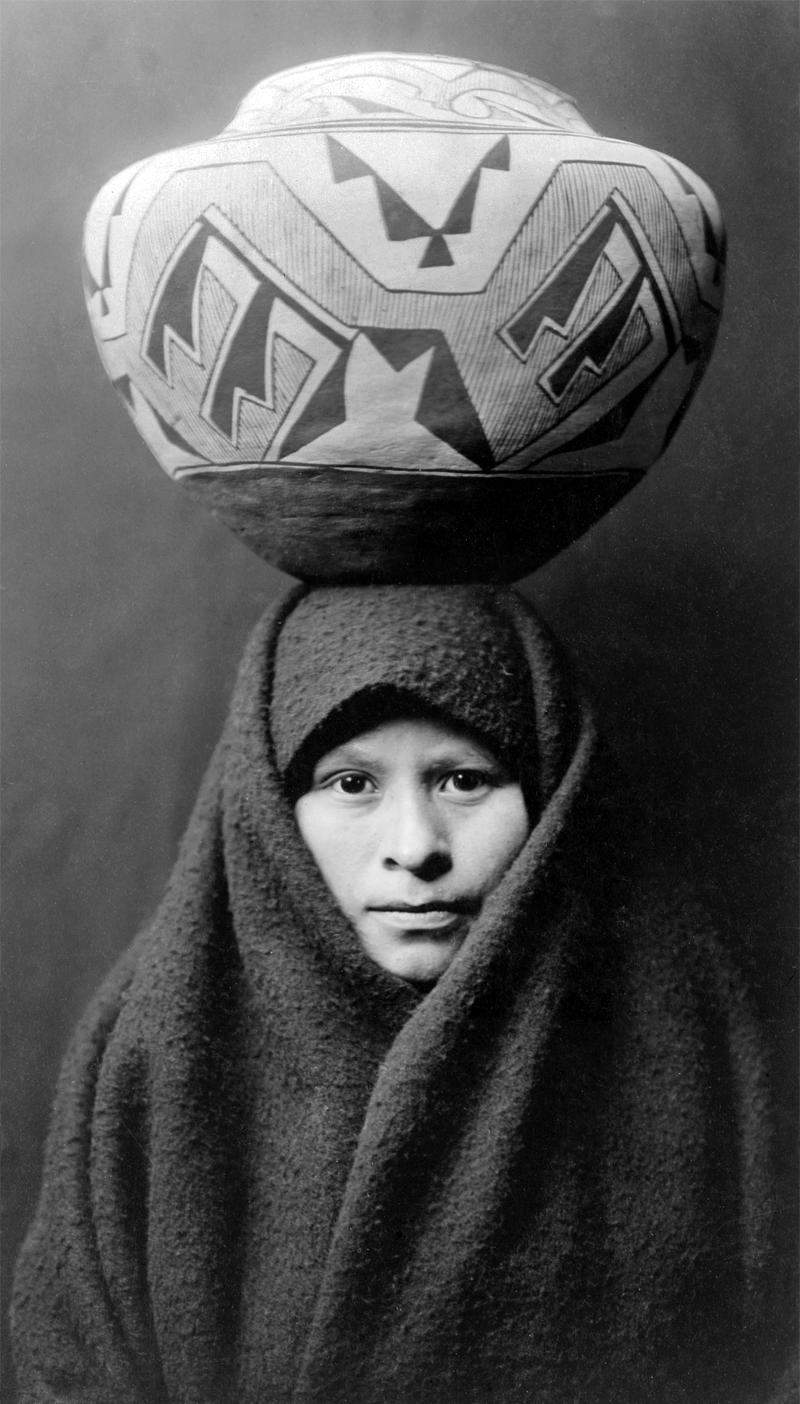
Els primers antropòlegs nord-americans es van bolcar en l'estudi dels indígenes del seu país. En la foto, una jove d'ètnia zuñi, poble de Nou Mèxic

El corrent culturalista fou anomenat d'esta manera per l'especial interés que va posar en l'anàlisi de la cultura, a diferència de l'antropologia social britànica (interessada en el funcionament de les estructures socials), i l'etnologia francesa desenvolupada per Émile Durkheim i Marcel Mauss.
Els pioners de l'antropologia nord-americana eren membres del staff del Bureau of Indian Affairs (Agència d'Afers Indis) i del Smithsonian Institution's Bureau of American Ethnology (Agència d'Etnologia Nord-americana de l'Institut Smithsonià), com John Wesley Powell i Frank Hamilton Cushing. L'antropologia acadèmica dels Estats Units l'establí Franz Boas, que va aprofitar el seu lloc a la Universitat de Colúmbia i al Museu Americà d'Història Natural per entrenar i desenvolupar múltiples generacions d'estudiants.
L'antropologia de Boas era políticament activa i sospitava de les investigacions del govern o els mecenes. També era rigorosament empírica i escèptica en generalitzacions i intents d'establir lleis naturals. Boas estudià fills d'immigrants per demostrar que les ètnies biològiques no eren immutables i que la conducta i el comportament de cada grup humà eren resultat de la seua pròpia història i de les relacions que s'hagueren establert al llarg del temps amb el seu entorn social i natural, i no de l'origen ètnic dels grups o lleis naturals. Per a Franz Boas ètnia, llengua i cultura eren variables independents que no podien explicar-se'n en relació amb les altres.
Partint de la filosofia alemanya, Boas (que era austríac) sostenia la diversitat de cultures l'evolució de les quals no podia ser mesurada respecte a la civilització europea. Boas proposà com a premissa bàsica que cada cultura havia de ser estudiada en la seua particularitat; i que no era possible generalitzar sobre cultures diferents, tal com s'havia fet en la naixent antropologia per imitació de les ciències naturals (Boas, 1964: Cap. III).
La primera generació d'estudiants de Boas incloïa Alfred Kroeber, Robert Lowie i Edward Sapir. Ells van produir estudis molt detallats que foren els primers a descriure els nadius d'Amèrica del Nord. En fer això, van donar a conéixer una gran quantitat de detalls que foren usats per a atacar la teoria del procés evolutiu únic. El seu èmfasi en els idiomes indígenes contribuí al desenvolupament de la lingüística moderna (començada per Ferdinand de Saussure) com una veritable ciència general.
La publicació del llibre Anthropology (Antropologia), escrit per Alfred Kroeber, marcà un punt clau en l'antropologia nord-americana. Després de dècades de recopilació van créixer les ganes de generalitzar. Això va ser més evident en els estudis sobre cultura i personalitat duts a terme per boasians com Margaret Mead (1967), Ralph Linton (1972) i Ruth Benedict (1964). Influenciats per Sigmund Freud i Carl Jung, estos autors van analitzar com les forces socioculturals forgen la personalitat individual.

#### El funcionalisme britànic

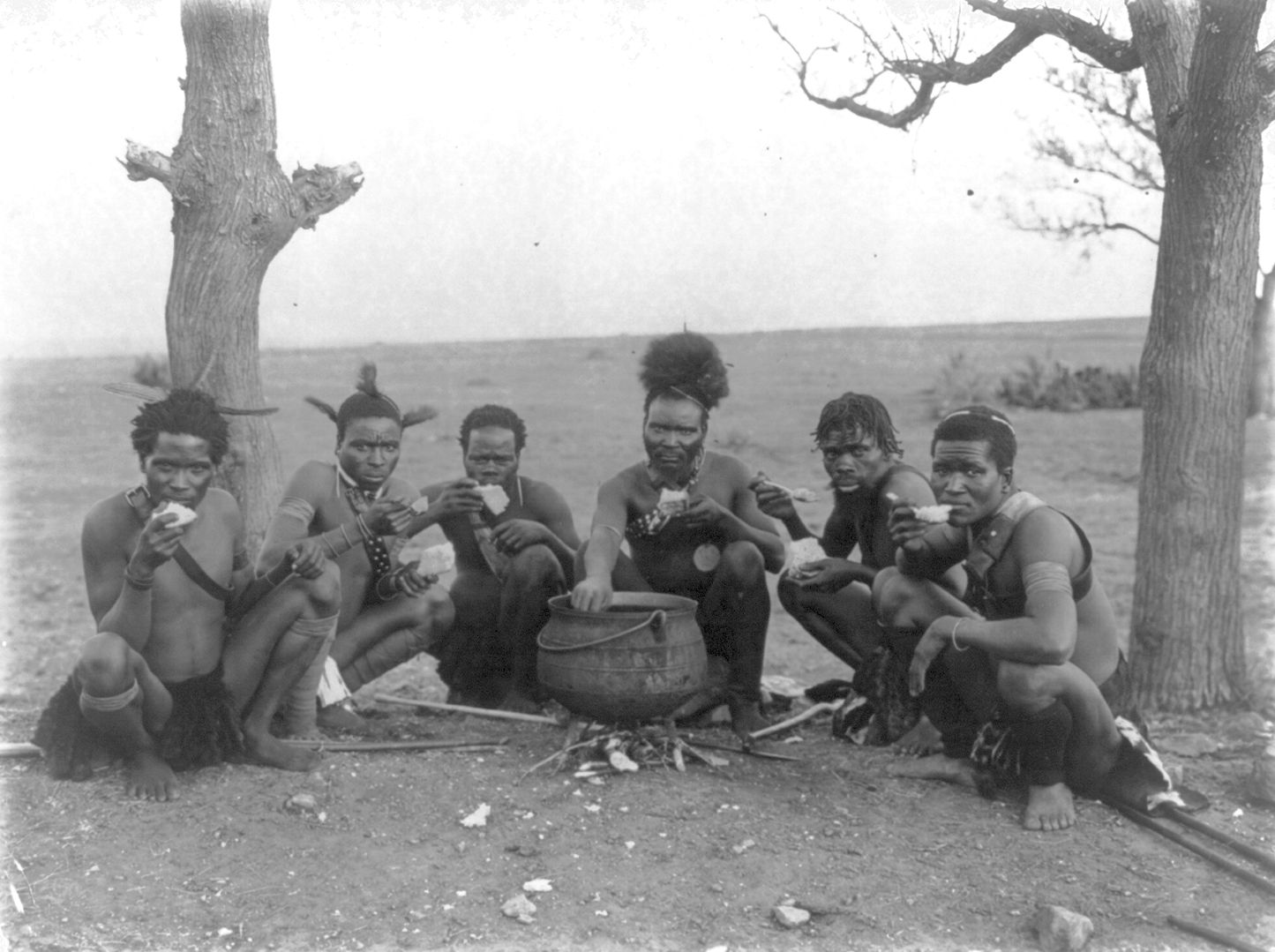
Els antropòlegs britànics s'especialitzaren en l'estudi de les societats colonitzades per la corona britànica. Radcliffe-Brown deia que l'antropologia social tenia per objecte el coneixement d'eixes societats per donar suport a la tasca dels administradors colonials. En la imatge, un grup de zulus menjant

##### Tesis centrals del funcionalisme
El funcionalisme s'inspirà en l'obra d'Émile Durkheim. Apel·lava al paral·lelisme estricte entre les societats humanes i els organismes vius (Radcliffe-Brown, cap. 8; Durkheim, 2000: cap. V), pel que fa a la forma d'evolució i conservació. Tant en les estructures socials com en els organismes biològics, l'harmonia depén de la interdependència funcional de les parts. Les funcions, a la llum d'este enfocament, s'analitzen com a obligacions (comportaments necessaris) en les relacions socials. La funció sustenta l'estructura social, i permet la cohesió fonamental, dins d'un sistema de relacions socials.

##### Una mirada històrica sobre el funcionalisme britànic
Mentre que l'antropòleg particularista Franz Boas insistia a parar esment en els detalls, a Gran Bretanya l'antropologia moderna es formà pel rebuig de reconstrucció històrica en nom d'una ciència de la societat que es concentrava a analitzar com es mantenien les societats en el present.
Les dues persones més importants en esta tradició foren Alfred Reginald Radcliffe-Brown i Bronislaw Malinowski, que van publicar les seues obres seminals el 1922. Les recerques inicials de Radcliffe-Brown a les Illes Andaman es feu a l'estil antic, però després de llegir Émile Durkheim publicà la seua recerca (The Andaman Islanders), que estava molt influenciada pel sociòleg francés.
En passar el temps, va ser desenvolupant un enfocament conegut com a funcionalisme estructuralista, que es concentrava en com les institucions de les societats buscaven balancejar o crear un equilibri en el sistema social perquè seguís funcionant harmoniosament. Malinowski, en canvi, defensava un funcionalisme que examinava la forma en què la societat funcionava per satisfer les necessitats individuals. No obstant això, Malinowski no és conegut per esta teoria, sinó per la seua etnografia detallada i els seus avanços en metodologia. El seu clàssic Els argonautas del Pacífic Occidental defensava la idea que cal obtenir "el punt de vista del nadiu" i un enfocament que buscava que els investigadors feren el seu treball en la societat corresponent, i això esdevingué l'estendard en esta disciplina (Malinowski 1973: Introducció).
Tant Malinowski com Radcliffe-Brown van tenir èxit gràcies al fet que, com Boas, van entrenar activament els seus estudiants i desenvoluparen institucions que ajudaren a les seues ambicions programàtiques, especialment en el cas de Radcliffe-Brown, que difongué els seus plans per a l'antropologia social ensenyant en universitats al llarg de tota la Mancomunitat Britànica de Nacions. Des de finals dels anys 1930 fins al període de postguerra s'edità una sèrie de monografies i volums que van establir el paradigma de l'antropologia social britànica. Les etnografies més famoses inclouen Els Nuer, d'Edward Evan Evans-Pritchard, i The Dynamics of Clanship Among the Tallensi per Meyer Fortes, mentre que els volums més coneguts en foren Sistemes africans de parentiu i matrimoni i Sistemes polítics africans.

##### El funcionalisme i altres enfocaments
La teoria funcionalista veia la cultura com un element per satisfer les necessitats de l'individu en la societat. La teoria funcionalista estructuralista va accentuar la contribució que fan les diferents parts del sistema social per al manteniment de la societat total.
L'antropologia cognoscitiva interpreta la cultura com un programa per a la conducta, més que la conducta en si mateixa; l'antropologia simbòlica emfasitza la cultura com un sistema compartit de símbols i significats.
Els ecòlegs culturals estan primàriament interessats en la cultura o els sistemes socioculturals, entenent-los com un sistema de conducta transmés socialment i que serveix per a connectar les comunitats amb els seus assentaments naturals.

#### Antropologia i etnografia soviètica
Durant les set dècades que va durar l'experiència socialista en l'extinta URSS, s'hi desenvolupà un particular mètode d'etnografia que analitzava l'impacte de l'experiència socialista en la cultura, així com l'estudi de la diversitat cultural en l'URSS. Un dels seus exponents més importants és Pavel Ivanov Kouchner.

#### L'antropologia a l'Amèrica Llatina
L'antropologia llatinoamericana arrela en l'escola culturalista nord-americana de Boas. Un dels seus alumnes, Manuel Gamio, fundà la tradició antropològica mexicana, i el mateix Boas va fer classes en este país.
El seu desenvolupament com a disciplina científica en gairebé tots els estats del subcontinent està lligada a l'activitat institucional. De fet, en el període comprés aproximadament entre els anys 1930 i 1970, en molts estats d'Amèrica Llatina es van fundar institucions antropològiques paraestatals que planificaven i desenvolupaven programes dirigits a la integració dels indígenes en la societat estatal.
Posteriorment, durant la dècada de 1960 i fins a 1980 aproximadament, l'antropologia iberoamericana va rebre una forta influència del marxisme, que esdevingué el corrent dominant en moltes institucions formadores dels antropòlegs sud-americans. L'avanç de la teoria marxista en l'antropologia de la zona posà l'èmfasi de la recerca social en qüestions relacionades amb el subdesenvolupament, les comunitats camperoles, la qüestió indígena i la seua exclusió pel que fa a la resta de la societat. Al mateix temps, els antropòlegs van tornar la mirada a la ciutat, interessats en el fenomen de la ràpida urbanització que es vivia en estats com l'Argentina, el Brasil, Mèxic i el Perú, procés que anava acompanyat d'una deterioració en les condicions de vida de les famílies citades de primera generació.

#### L'antropologia en l'actualitat
Abans de la Segona Guerra Mundial l'antropologia social britànica i l'antropologia cultural nord-americana mantenien postures diferents sobre el seu mètode i concepció de l'antropologia. Després de la guerra, s'aproparien fins a crear una antropologia sociocultural.
En els anys 1950 i la meitat de la dècada següent l'antropologia tendia a modelar-se seguint la ciència natural. Alguns, com Lloyd Fallers o Clifford Geertz, es van concentrar en els processos de modernització pels quals es desenvoluparien els nous estats independents. Altres, com Julian Steward o Leslie White van estudiar la forma en què les societats evolucionen sobre el seu ambient ecològic, una idea popularitzada per Marvin Harris.
L'antropologia econòmica, influenciada per Karl Polanyi i desenvolupada per Marshall Sahlins i George Dalton, ressaltà les febleses conceptuals de l'economia tradicional per abordar els mecanismes d'explotació i distribució dels béns en les societats precapitalistes. Acusaven que les teories ortodoxes ignoraven els factors culturals i socials en estos aspectes de l'esfera econòmica social, i que, per tant, els seus preceptes no eren universals. A Anglaterra, el paradigma de la Societat Britànica d'Antropologia s'escindí quan Max Gluckman i Peter Worsley es van inclinar cap al marxisme. El mateix va ocórrer en el moment en què Rodney Needham i Edmund Leach van incorporar l'estructuralisme de Lévi-Strauss a la seua anàlisi antropològica (per exemple, en l'obra Cultura i comunicació... del primer autor).
L'estructuralisme també influí en certes investigacions en els anys seixanta i setanta, inclosa l'antropologia cognitiva i l'anàlisi de components. Alguns autors com David Schneider, Clifford Geertz i Marshall Sahlins van elaborar un concepte més lax de cultura com a xarxa de símbols i significats, que es va tornar molt popular dins i fora de la disciplina. Adaptant-se al seu temps, certs grups d'antropòlegs es van fer més actius en política, sobretot després de la Guerra d'Independència algeriana i la seua oposició a la Guerra de Vietnam. En este context, el marxisme fou un dels enfocaments més difosos en la disciplina.
En la dècada dels anys 1980 la qüestió del poder analitzada per Eric Wolf en Europa i els pobles sense història fou central en la disciplina. Llibres com Anthropology and the Colonial Encounter van considerar els vincles entre l'antropologia i la iniquitat colonial, al mateix temps que l'àmplia popularitat de teòrics com Antonio Gramsci i Michel Foucault van cridar l'atenció cap als temes del poder i l'hegemonia. El gènere i la sexualitat esdevingueren temes centrals. El mateix va ocórrer amb la relació entre història i antropologia, analitzada per Marshall Sahlins, que dugué Lévi-Strauss i Fernand Braudel a examinar la relació entre estructura social i agent individual.
A la fi dels vuitanta, autors com George Marcus i Clifford Geertz van qüestionar l'autoritat etnogràfica, particularment en com i per què és possible el coneixement i l'autoritat de l'antropologia. La crítica d'estos autors se centra en la suposada «neutralitat» dels etnògrafs. Forma part de la tendència postmoderna contemporània. En els últims anys (1990-2006) els antropòlegs han prestat més atenció a la medicina i biotecnologia, la globalització, els drets indígenes i l'antropologia urbana. És important assenyalar que, especialment, els dos últims temes (drets indígenes i antropologia urbana) es trobaven presents en la discussió antropològica dels estats llatinoamericans. Com a exemple tenim l'anàlisi de la cultura de la pobresa, duta per Oscar Lewis a la ciutat de Mèxic en la dècada dels cinquanta, i els treballs del corrent indigenista llatinoamericà sorgit a partir de la dècada de 1930 i que conclou amb el Mèxic profund de Guillermo Bonfil.
Des de la dècada del 1990 s'anà desenvolupant un corrent teòric i metodològic anomenat antropologia ontològica. Esta escola de pensament es consolidà el 2010. Suposa una manera d'entendre les cultures tractant de determinar quin és el món al qual es refereixen. Este moviment, tanmateix, es divideix en dos corrents: el representat per Philippe Descola i el representat per Eduardo Viveiros de Castro.

### Història de l'antropologia catalana
L'antropologia a les terres de parla catalana té quatre grans etapes:

#### Seglexix: el folklorisme i el naturalisme
Durant els anys del vuit-cents hi hagué dos models d'iniciatives antropològiques, ambdós amb metodologies i conclusions encara molt imprecises.
L'un era el model folklorista, que es preocupava de registrar detalladament les mostres dels costums populars tradicionals catalans. Estava influenciat pels corrents contemporanis del Romanticisme europeu i les renaixences de la cultura pròpia que es vivien a les Illes Balears, al País Valencià i a Catalunya. Li devem les ingents recopilacions de la literatura oral elaborada al llarg dels segles i que traslluïa les essències del poble català, segons els folkloristes. Molt vinculat a este model hi va haver el fenomen de l'excursionisme, de tendència positivista, que va permetre precisament als folkloristes de recórrer tots els pobles del país per elaborar-ne la tasca investigadora. Dels dos, este fou el model més potent, beneficiat pel context de reviscolament polític de la societat catalana. El 1885 es funda la primera organització folklorista: Folklore Català.
EL segon model fou el que s'ha qualificat de naturalista, que treballava a partir de les ciències biològiques, la medicina i la sociologia. Estava influenciat per les teories del positivisme i l'evolucionisme. Alguns metges higienistes, juristes i altres professionals intentaren fer una anàlisi de la realitat socioeconòmica del país des de l'empirisme positivista.

#### Primer terç delseglexx
Entre el tombant de segle i el final de la Guerra Civil es va viure un cert modernisme antropològic que volia modernitzar i sistematitzar l'antropologia, per la qual cosa sorgiren diverses institucions per fer-ho. El 1904 es funda la Secció de Folklore del Centre Excursionista de Catalunya per iniciativa de Rossend Serra i Pagès; i el 1915 Tomàs Carreras i Batista i Roca crearen l'Arxiu d'Etnografia i Folklore de Catalunya, una entitat que va elaborar una important tasca de recerca i organització.
Però fou en la universitat on es va procedir amb més èmfasi en esta tasca institucionalitzadora: per exemple, el 1920 es crea la càtedra d'antropologia (física) de la UB, el primer catedràtic de la qual fou Telesforo de Aranzadi. D'esta època cal destacar els treballs de Bosch i Gimpera que se centren en un nou focus d'atenció que feu néixer un tercer model: l'interés pels humans i les seues cultures. Les tres branques antropològiques aparegudes fins llavors van quedar sota el paraigua de l'Associació Catalana d'Antropologia, Etnologia i Prehistòria, quan va nàixer el 1922. Un altre intent d'institucionalitzar l'antropologia fou la creació de la càtedra d'etnologia de la Universitat Autònoma de Barcelona.
Paral·lelament la societat civil no es quedava quieta: gràcies al mecenatge administrat per Rafael Patxot, veieren la llum importants iniciatives com ara l'Obra del Cançoner Popular de Catalunya, entitat dedicada a la recopilació de les tonades tradicionals dels Països Catalans, o la Fundació Estudi de la Masia Catalana.

#### Precarietat durant el franquisme
Durant la llarga dictadura franquista l'avanç de l'antropologia quedà molt limitat, en consonància amb la situació política, malgrat els notables esforços individuals de diversos professionals. Gent com Tomàs Carreras, Duran i Sanpere o Joan Amades van continuar treballant; i noves figures començaren a destacar, com ara Santiago Alcobé o Ramon Violant, per la qual cosa es van poder continuar les línies de treball etnogràfiques i bioantropològiques.
Molt marcada per l'historicisme, l'etnologia va viure un cert moment d'auge amb la creació de museus etnològics a Barcelona: el d'Arts, Indústries i Tradicions Populars el 1942 i l'Etnològic de Barcelona el 1949, els quals es fusionarien el 1962. De fet, el 1952 August Panyella comença les primeres classes acadèmiques d'etnologia.

#### Anys 70 i 80: represa de la institucionalització de l'antropologia
A partir d'esta dècada van créixer els recursos i els estudiosos destinats a la bioantropologia; i l'etnologia prengué un impuls renovat gràcies a l'arribada a Barcelona de l'antropòleg català Claudi Esteva i Fabregat, crescut i format a l'exili. L'antropologia va viure una efervescència sense precedents que obrí la disciplina a noves metodologies i temàtiques. Es crea el Departament d'Antropologia Cultural de la UB; noves entitats com ara el Centre d'Etnologia Peninsular, l'Institut Català d'Antropologia, l'Institut d'Antropologia de Barcelona...; i noves publicacions com ara Ethnica, Quaderns de l'ICA, Anthropològica, Arxiu d'Etnografia de Tarragona, Anthropologies... El 1977 tingué lloc el Primer Congrés Espanyol d'Antropologia.
En paral·lel l'interés per la cultura tradicional no havia disminuït, ja que en sorgiren noves iniciatives des de la societat civil. El 1982 tingué lloc el Primer Congrés de la Cultura Popular i Tradicional. Es fundaren noves institucions com ara el Centre per a la Documentació i Recerca de la Cultura Tradicional el 1983 i el Centre per a la documentació de la cultura popular "Carrutxa" el 1980.
L'any 1990 es va celebrar l'Any Amades.

## Escoles i gran períodes de l'antropologia
La història de l'antropologia pot dividir-se en quatre grans èpoques que marquen les concepcions principals d'esta disciplina. De 1850 al 1920, el racialisme cataloga els tipus d'humans i els grups socials (n'ateny els límits i s'abandona vers el 1890), i l'evolucionisme s'interessa en el suposat desenvolupament d'un estat "salvatge" que camina cap a la "civilització". L'adjectiu "primitiu" s'utilitza, doncs, als anys 1860 fins als 1950, per finalment donar compte de la diversitat de totes les societats humanes. Lewis Henry Morgan (1818-1881), Edward Tylor (1832-1917) i James George Frazer (1854-1941) són antropòlegs evolucionistes coneguts.
De 1880 a 1940 el difusionisme s'orienta cap a l'evolució de les diverses civilitzacions i la manera en com s'han expandit pel món, des d'un punt de vista cultural. El culturalisme, originari dels Estats Units, s'oposa al racionalisme i a l'evolucionisme. Mira d'adoptar una actitud objectiva en l'estudi directe de les cultures vives. Franz Boas (1858-1942) n'és un dels representants més destacats.
De 1920 a 1950 el funcionalisme estudia la humanitat a partir del conjunt, és a dir, mira de preocupar-se per les "necessitats universals de les societats humanes i les maneres diferents de satisfer-les".
Entre 1950 i 1980, l'estructuralisme, corrent europeu desenvolupat pel francés Claude Lévi-Strauss, i el neoevolucionisme, corrent estatunidenc força proper al materialisme i a les teories de l'evolució darwinianes, acaben unint-se sota l'empenta decisiva de Lévi-Strauss i George Balandier.
- Materialisme i materialisme històric
  - Julien Offray de La Mettrie (1709-1751)
  - Karl Marx (1818-1883)
  - Leslie White (1900-1975)
  - Marvin Harris (1927-2001)

- Neonominalisme o antropologia dogmàtica
  - Louis-Gabriel de Bonald (1745-1840)
  - Joseph-Marie de Gérando (1772-1842) estén la llengua de signes a tots els signes
  - Pierre Legendre (1930-)

- Difusionisme:
  - William H. R. Rivers (1864-1922)
  - Grafton Elliot Smith (1871-1937)

- Culturalisme
  - Franz Boas (1858-1942)
  - Margaret Mead (1901-1978)
  - Christopher Alexander (1936-)

- Escola sociològica francesa
  - Émile Durkheim (1858-1917)
  - Marcel Mauss (1872-1950)
  - Col·legi de sociologia de França (1937-1939)

- Escola sociològica alemanya
  - Max Weber (1864-1920)
  - Arnold Ziest (1871-1917)

- Escola britànica
  - Meyer Fortes (1904-1983)
  - Ashley Montagu (1905-1999)

- Funcionalisme
  - Arnold van Gennep (1873-1957)
  - Alfred Reginald Radcliffe-Brown (1881-1955)
  - Bronisław Malinowski (1884-1942)
  - Edward Evan Evans-Pritchard (1902-1973)

- Estructuralisme
  - Claude Lévi-Strauss (1908-2009)
  - Pierre Bourdieu (1930-2002), pour Le Sens pratique.
  - Françoise Héritier (1933-2017)
  - Philippe Descola (1949), pour Par delà nature et culture.

- Antropologia post-culturalista
  - Clifford Geertz (1926-2006)

- Teoria de la mediació
  - Jean Gagnepain (1923-2006)

- Antropologia filosòfica alemanya
  - Max Scheler (1874-1928)
  - Ernst Cassirer (1874-1945)
  - Helmuth Plessner (1892-1985)
  - Arnold Gehlen (1904-1976)

- Antropologia existencial
  - Michael Jackson (antropòleg) (1940-)
  - Albert Piette (1960-)

- Antropologia de la complexitat
  - Edgar Morin (1921-)

- Escola de Rio de Janeiro
  - Moacir Palmeira (1942-)
  - Otávio Velho (1942-)
  - Lygia Sigaud (1945-2009)
  - Eduardo Viveiros de Castro (1951-)

- Antropologia dinàmica, desenvolupada a la Universitat de Manchester (Regne Unit) i a La Sorbonne, França, a partir dels 1950. Correspon a l'estudi del canvi en les societats modernes (sobretot quant a la influència del colonialisme):
  - Melville Herskovits (1895-1963)
  - Roger Bastide (1898-1974)
  - Max Gluckman (1911-1975)
  - Victor Turner (1920-1983)
  - Georges Balandier (1920-2016)
  - Francis Affergan (1945-)
  - Erwan Dianteill (1967-)

- Efecte Flynn, que estudia l'evolució de la intel·ligència huamana, essencialment al si de l'època contemporània:
  - Arthur Jensen (1923- 2012)
  - Ulric Neisser (1928-2012)
  - Gérard Althabe (1932-2004)
  - James R. Flynn (1934-)
  - William Dickens
  - Marc Augé (1935-)

### Antropòlegs més destacats
| - Lewis Henry Morgan - Herbert Spencer - Edward Burnett Tylor - Edward Sapir - Johann Jakob Bachofen - Alfred Kroeber | - Marcel Mauss - James George Frazer - Alfred Reginald Radcliffe-Brown - Ralph Linton - Bronisław Malinowski - Franz Boas - Edward Evan Evans-Pritchard - Clark Wissler - Ruth Benedict - Karl Polanyi - Manuel Gamio | - Margaret Mead - Melville Herskovits - Louis Leakey - Leslie White - Julian Steward - Marvin Harris - Clifford Geertz - Claude Lévi-Strauss - Federico Kauffmann Doig | - Marshall Sahlins - Pierre Clastres - Georges Balandier - Maurice Godelier - Renato Rosaldo - Philippe Descola - Daniel Miller - Sherry Ortner - Helen Fisher |

### Centres de recerca i estudi
L'antropologia contemporània és una branca científica institucionalitzada amb els seus propis departaments acadèmics, molts dels quals en universitats i centres d'investigació. La primera organització oberta en el món fou l'Associació d'Antropologia Americana, fundada el 1903. Els seus membres són antropòlegs d'arreu del món.
L'any 1989 un grup d'europeus i estatunidencs antropòlegs inauguren l'Associació Europea d'Antropologia Social, que esdevé una de les més grans i professionals organitzacions d'antropologia amb seu a Europa. Mira d'incrementar les cerques en l'àmbit de l'antropologia i donar-li visibilitat a Europa.
Existixen un centenar més d'associacions i subcamps de l'antropologia, a voltes dividits per regió o estat, així com els mateixos antropòlegs es deixen ajudar per altres disciplines, com ara la geologia, la física, la zoologia, la paleontologia, l'anatomia, la teoria musical, la història de l'art o la mateixa sociologia.
| Centres d'Estudi a Amèrica: - American Anthropological Association - American Ethnological Society - Asociación de Antropólogos Iberoamericanos en Red, AIBR - Moving Anthropology Student Network - Anthropological Society of London - Center for World Indigenous Studies - Ethnological Society of London - Institute of Anthropology and Ethnography - Max Planck Institute for Evolutionary Anthropology - Network of Concerned Anthropologists - N.N. Miklukho-Maklai Institute of Ethnology and Anthropology - Royal Anthropological Institute of Great Britain and Ireland - Society for anthropological sciences - Society for Applied Anthropology - USC Center for Visual Anthropology | Alguns centres de recerca a Europa: - Laboratoire d'Anthropologie des Mondes contemporains (LAMC) de l'université libre de Bruxelles - Laboratoire d'Anthropologie prospective de l'université catholique de Louvain - Laboratoire d'Anthropologie culturelle et sociale (LACS) de l'université de Liège - Institut Européen d'Études Anthropologiques - Centre d'anthropologie culturelle (Canthel) — université Paris Descartes Sorbonne | - Centre de recherche sur l'imaginaire (CRI) — université de Grenoble - Laboratoire d'Anthropologie des Enjeux Contemporains (LADEC) — université Lyon 2 - Institut interdisciplinaire en anthropologie du contemporain (IIAC) — EHESS - Institut de recherche interdisciplinaire sur les enjeux sociaux (IRIS) — EHESS - Laboratoire d'anthropologie sociale (LAS) — Collège de France - Laboratoire d'ethnologie et de sociologie comparative (LESC) — CNRS et université Paris Ouest Nanterre La Défense - Institut d'ethnologie méditerranéenne, européenne et comparative (IDEMEC) — CNRS et université d'Aix-Marseille - Laboratoire d'ethnoécologie et d'éco-anthropologie - CNRS et MNHN | Alguns centres d'investigació a l'Àfrica: - Centre de recherche en anthropologie sociale et culturelle (CRASC) - Oran; Algèria - Centre national de recherches préhistoriques, anthropologiques et historiques (CNRPAH); Algèria |